# Казерине (Асколи Пичено)
Казерине (итал. Caserine) насеље је у Италији у округу Асколи Пичено, региону Марке.
Према процени из 2011. у насељу је живело 15 становника. Насеље се налази на надморској висини од 320 м.